# Ewa Szuszkiewicz
Ewa Szuszkiewicz (ur. w 1958 w Wądrożu Wielkim) – polska uczona, profesor nauk fizycznych. 
Zajmuje się astrofizyką, astronomią i astrobiologią, a zwłaszcza astrofizyką wysokich energii i rozwojem układów planetarnych. Pracowała w Instytucie Fizyki Wydziału Matematyczno-Fizycznego Uniwersytetu Szczecińskiego jako kierownik Zakładu Astronomii i Astrofizyki; po reorganizacji uczelni pozostaje zatrudniona w IF Wydziału Nauk Ścisłych i Przyrodniczych. Objęła także funkcję koordynatora projektu astrobiologicznego CASA* w Polsce.

## Życiorys
Jest absolwentką I Liceum Ogólnokształcącego w Legnicy. W 1982 ukończyła studia na Uniwersytecie Wrocławskim, a 6 lat później obroniła doktorat. Habilitowała się w 2000, zaś w 2014 uzyskała tytuł naukowy profesora. 
Członkini wielu organizacji skupiających naukowców, w tym Międzynarodowej Unii Astronomicznej.